# 396 v.Chr.
Het jaar 396 v.Chr. is een jaartal in de 4e eeuw v.Chr. volgens de christelijke jaartelling.

## Gebeurtenissen

### Perzië
- De Perzische vloot onder Conon verovert Rhodos.
- Agesilaüs II van Sparta onderneemt een rooftocht door Phrygië en verslaat de Perzische satraap Tissaphernes.

### Italië
- Milaan wordt door de Galliërs geplunderd.
- Messana (Messina) wordt door het Carthaagse leger onder Himilco verwoest. Op de terugtocht naar Carthago pleegt hij zelfmoord.
- De Etruskische stad Veii wordt na een beleg van tien jaar (en bijna een eeuw oorlog) door de Romeinen onder Marcus Furius Camillus ingenomen. De bovenloop van de Tiber ligt nu open voor een Romeinse expansie.

### Griekenland
- Aeropus II van Macedonië sterft aan een ziekte, waarna Archelaus II van Macedonië (396-393 v.Chr.) gekozen wordt tot nieuwe koning van Macedonië.

## Geboren
- Lycurgus (~396 v.Chr. - ~323 v.Chr.), Atheens politicus en redenaar

## Overleden
- Himilco, Carthaags veldheer
- Aeropus II van Macedonië